# Elizabeth Blackmore
Elizabeth Blackmore (* 6. Januar 1987 in Perth, Western Australia) ist eine australische Schauspielerin. Sie ist bekannt aus dem Film Evil Dead sowie aus den Serien Legend of the Seeker – Das Schwert der Wahrheit und Vampire Diaries.

## Leben
Elizabeth Blackmore studierte an der Western Australian Academy of Performing Art. 2010 stand sie für eine wiederkehrende Rolle in der Serie Legend of the Seeker – Das Schwert der Wahrheit vor der Kamera, es folgen Gastauftritte in den Serien Home and Away und Beauty and the Beast.
2013 erhielt sie eine Hauptrolle im US-amerikanischen Horrorfilm Evil Dead, im Jahr darauf gehörte sie zum Hauptcast des Dramas Skin Deep. Seit 2015 hat sie eine wiederkehrende Rolle in der siebten Staffel der Serie Vampire Diaries.
Seit 2016 spielt sie die Rolle der Lady Toni Bevell in der US-amerikanischen Mysteryserie Supernatural. Sie taucht in dem Staffelfinale der Staffel 11 auf. In der darauffolgende Staffel verkörpert sie die Rolle der Lady Toni Bevell wieder.

## Filmografie (Auswahl)
- 2008: Pip’s First Time (Kurzfilm)
- 2010: Legend of the Seeker – Das Schwert der Wahrheit (Legend of the Seeker, Fernsehserie, 6 Folgen)
- 2011: Burning Man
- 2011: Nascondino (Kurzfilm)
- 2012: Beauty and the Beast (Fernsehserie, Folge 1x02)
- 2013: The Road Home (Kurzfilm)
- 2013: Evil Dead
- 2014: Skin Deep
- 2015: Shadow/Self (Kurzfilm)
- 2015–2016: Vampire Diaries (The Vampire Diaries, Fernsehserie, 16 Folgen)
- 2016: Once Upon a Time – Es war einmal … (Once Upon a Time, Fernsehserie, Folge 6x04)
- 2016: Turn: Washington’s Spies (Fernsehserie, 2 Folgen)
- 2016–2017: Supernatural (Fernsehserie, 6 Folgen)
- 2018: Shooter (Fernsehserie, 2 Folgen)
- 2018: Shameless (Fernsehserie, 1 Folge)
- 2021: Discover Indie Film (Fernsehserie, Folge 2x03)
- 2024: Sleeping Dogs – Manche Lügen sterben nie (Sleeping Dogs)